# CircleCI
CircleCI는 DevOps 관행을 구현하는 데 사용할 수 있는 지속적 통합(Continuous Integration) 및 지속적 전달(Continuous Delivery) 플랫폼이다. 이 회사는 2011년 9월에 설립되었으며 2021년 기준으로 3억 1,500만 달러의 벤처 캐피털 자금을 유치하고 17억 달러의 가치로 평가받은 바 있다. CircleCI는 세계에서 가장 인기 있는 CI/CD 플랫폼 중 하나이다.

## 역사
2011년
- CircleCI는 2011년 9월에 설립되었다. 이 회사의 제품은 2011년 10월 11일에 베타 테스트를 위해 처음 출시되었다.[4]설립된 지 3개월 만에 첫 고객을 확보했으며 6개월 후 고객으로부터 첫 번째 비용이 지급되었다[5] 고객으로부터 첫 번째 비용이 지급되었다[6]

2013년
- 2013년 9월부터 2015년 9월까지 Typed Clojure가 CircleCI의 프로덕션 시스템에서 사용되었다.[7]

2014년
- 2014년 CircleCI는 모바일 지속적 통합 툴 제공 업체인 Distiller를 인수했으며 짐 로스(Jim Rose)와 로브 주버(Rob Zuber)가 합류하여 CEO와 CTO를 맡았다.[8] 폴 비가르(Paul Biggar)는 회사를 떠났지만 이사회에는 남았다.[5] 동사는 2014년 말 임직원 20명에서 2016년 여름 60명으로 빠르게 성장했다.[9]

2016년
- 2016년 같은 건물을 사용하고 있는 우버 Uber 가 회사의 로고를 CircleCI의 로고와 매우 유사하게 바꾸어 논란이 있었다.[10]  2017년 영화 더 서클(The Circle)에서도 CircleCI와 매우 유사한 로고를 볼 수 있다.

2018년
- 2018년 6월 CircleCI는 도쿄에 첫 국제 사무소를 열었고 2018년 10월에는 매사추세츠주 보스턴에 사무소를 열었다.[8]
- 2018년 10월, CircleCI는 CI/CD 툴 최초로 FedRAMP 인증을 획득했다.[11]

2019년
- 2019년 5월, CircleCI는 콜로라도주 덴버에 사무실을 열었다.[8]
- 2019년 8월, CircleCI는 Windows 빌드 지원을 제공하기 시작했다.[12]
- 2019년 11월, CircleCI는 런던에 사무실을 열었다.[13]

2020년
- 2020년 2월, CircleCI는 AWS GovCloud에 대한 지원을 시작했다.[8]
- 2020년 5월, CircleCI는 CI/CD 기업 최초로 성전환 수술 후 회복 중인 직원에게 100% 유급 휴가를 허용했다.[8]
- 2020년 10월, CircleCI는 고객이 CI/CD 파이프라인을 모니터링하고 최적화할 수 있는 인사이트 대시보드를 출시했다.[8]
- 2020년 11월, CircleCI는 자체 호스팅 러너(Arm 지원 포함)를 클라우드 플랫폼에 도입했다.[8]

2021년
- 2021년 4월, CircleCI의 클라우드 호스팅 서비스는 SOC 2 Type II 컴플라이언스를 공개했다.[8]

### 재무
CircleCI는 설립 후 수 개월 이내에 소규모 투자자로부터 5만 달러의 투자를 유치했으며 2013년 150만 달러의 초기 자금을 투자받았다. 또한 2014년 DFJ로부터 600만 달러의 시리즈 A 펀딩,  2016년 Scale Venture Partners로부터 1,800만 달러의 시리즈 B 펀딩,  2018년 Top Tier Capital Partners가 주도한 3,100만 달러의 시리즈 C 펀딩, 2019년 Owl Rock Capital과 NextEquity Partners가 주도한 5,600만 달러의 시리즈 D 펀딩, 2020년 IVP가 주도한 1억 달러의 시리즈 E 펀딩 및 2021년 Greenspring Associates가 주도한 1억 달러의 시리즈 F 펀딩을 통해 자금을 유치했다. 총 자금 유치 규모는 3억 1,500만 달러에 달한다.

### 인수
CircleCI는 2014년에 Distiller를 인수했고, 2021년과 2022년에 Vamp와 Ponicode를 각각 인수했다.

## 제품
CircleCI는 GitHub, GitHub Enterprise 및 Atlassian Bitbucket 저장소를 모니터링하고 새 커밋에 대한 빌드를 론칭한다. CircleCI는 도커(Docker) 컨테이너 또는 가상 시스템에서 빌드를 자동으로 테스트하고 패싱 빌드를 대상 환경에 배포한다. 대시보드 및 API를 통해 빌드의 상태와 빌드와 관련된 지표를 추적할 수 있으며 문제가 발생할 경우 통합된 슬랙(Slack)을 통해 팀에 통지한다.
SSH를 지원하므로 로컬에서 작업을 실행할 수 있으며 보안 조치를 통해 템퍼링을 방지할 수 있다. CircleCI는 수동으로 승인될 때까지 작업을 일시 중지하는 워크플로 승인 기능도 제공한다.
CircleCI는 Go, Java, Ruby, Python, Scala, Node.js, PHP, 하스켈을 비롯하여 Linux 또는 macOS에서 실행되는 기타 모든 언어를 지원한다.
CircleCI는 관리형 클라우드 서비스를 제공하며 무료 티어도 이용할 수 있다. CircleCI 플랫폼은 사설 서버(기업 방화벽 내)를 이용한 자체 호스팅 또는 클라우드에서 프라이빗 배포를 통해 이용할 수 있다. 클라우드 서비스는 처음에는 자체적으로 개발되었지만 지금은 HashiCorp의 Nomad와 쿠버네티스(Kubernetes)를 사용한다.
CircleCI는 지속적인 테스트 및 릴리스를 통해 위험을 줄이며 관리형 클라우드 서비스를 통해 CI 인프라 유지 관리 및 프로비저닝을 담당한다. 클라우드 서비스는 몇 분 안에 설정할 수 있지만 사용자 정의는 Jenkins보다 적게 허용된다.

### Orbs
Orbs는 CircleCI 빌드를 단순화하고 배포를 수행하는 데 사용할 수 있는 YAML의 공유 가능한 스니펫이다. CircleCI는 2019년 기준 45개 파트너에 대해 통합 기능을 지원한다. CircleCI 배포 환경에는 Amazon Web Services, Heroku, Azure, Google Compute Engine, 도커(Docker) 이미지 및 VMware가 설치된 가상 Linux, Android, Windows 또는 macOS 시스템이 포함된다. 2018년 CircleCI의 config.yml은 GitHub에서 가장 빠르게 성장하는 YAML 파일이었다.
CircleCI 고유의 구성 구문으로 인해 공급 업체가 고정되는 효과가 있으므로 다른 CI 서비스로 변경하려면 파이프라인을 다시 작성해야 한다.

## 고객사
Facebook, Coinbase, Sony, Kickstarter, GoPro 및 Spotify는 2019년 CircleCI를 채택했다.

## 같이 보기
- Travis CI
- CI 소프트웨어 비교
- 소프트웨어 배포